# Хет, Генри
Генри «Гарри» Хет (Henry «Harry» Heth, произносится /ˈhiːθ/) (16 декабря 1825 — 27 сентября 1899) — кадровый офицер американской армии и генерал армии Конфедерации в годы американской Гражданской войны. Известен тем, что фактически начал битву при Геттисберге, когда отправил две свои бригады к небольшому пенсильванскому городку, по его словам — на поиски обуви.

## Ранние годы
Хет родился в Блэк-Хит в округе Честерфилд, штат Вирджиния. Он был сыном капитана ВМФ Джона Хета и Маргарет Пикетт, то есть был двоюродным братом Джорджа Пикетта. Обычно его звали «Гарри» — это было также имя его деда, полковника Генри Хета, участника американской войны за независимость, который и основал род американских Хетов, эмигрировав из Англии в 1759 году и занявшись угольным бизнесом в Вирджинии.
Он был одним из немногих генералов, которых Роберт Ли звал по имени. В 1843 Хет поступил в академию Вест-Пойнт и учился в одном классе с Эмброузом Хиллом, Гиббоном и Бернсайдом. Хет первое время жил в одной комнате с Огастусом Сьюардом, сыном губернатора Уильяма Сьюарда, однако Огастуса отселили из-за дурного влияния Хета и заменили на Бернсайда. «У него была всего пара недостатков, когда он начал жить со мной, — вспоминал Хет, — но через несколько месяцев их было уже за сотню». Хет был на курсе самым проблемным студентом: «Список его проступков впечатляюще длинен, он занимает три с половиной страницы».
Он окончил академию последним по успеваемости в выпуске 1847 года, став таким образом, «козлом» выпуска. В 1846 году Хет был ранен в ногу макетом штыка. После академии он был определён в 1-й пехотный полк с временным званием второго лейтенанта. Его сразу же направили в действующую армию в Мексику, где он был переведён в 6-й пехотный полк. Но когда Хет прибыл в армию, Мехико уже был взят и боевые действия почти прекратились. В полку Хет подружился со многими офицерами, и особенно близко сошёлся с лейтенантом Уинфилдом Хэнкоком. «Армистед, Хэнкок и я были дебоширами, — вспоминал потом Хет, — и не бывало ещё дебошей веселее наших». Хета и Хэнкока часто приглашали в гости мексиканские «синьориты», «и всё благодаря Хэнкоку, в которого эти синьориты были влюблены», писал Хет. Вскоре был подписан мирный договор с Мексикой и полк отправили в Веракрус. Оттуда полк был отправлен в Новый Орлеан, а потом в Сент-Луис, где его раздробили на роты и разбросали по фронтиру.
Хет получил назначение в форт Аткинсон в Айове, но у него начались осложнения от подхваченной в Мексике дизентерии и его перевели в форт Кроуфорд, где условия были получше, и где служил квартирмейстером Уинфилд Хэнкок. Здоровье Хета продолжало ухудшаться и его было решено отправить в Ричмонд. Он был очень слаб и Хэнкок сопровождал его. Они вместе прибыли в Нью-Йорк, где 10 мая 1849 года отправились в театр и стали свидетелями Асторского бунта, во время которого были убиты 22 человека. Хэнкок и Хет не пострадали. На следующий день обоих офицеров пригласили на обед к генералу Уинфилду Скотту, после чего Хет отправился в Ричмонд, а Хэнкок вернулся в форт Кроуфорд.
До гражданской войны он служил на западной границе и дослужился до звания капитана (3 мая 1855 года). Он играл важную роль в сражении с индейцами сиу при Эш-Холлоу (1855), а в 1858 году опубликовал пособие по стрельбе.

## Гражданская война
После начала войны Хет уволился из армии США и вступил в армию Конфедерации. Ему присвоили звание подполковника и некоторое время он служил интендантом в армии Роберта Ли. Это положительно повлияло на его карьеру, потому что с этого момента Ли обратил на него внимание. Часть 1861 года он провёл в долине Канава (в Западной Вирджинии) в 5-м и 45-м вирджинских пехотных полках. 6 января 1862 года он был повышен до бригадного генерала и направлен в Восточный Теннесси, под командование Кирби Смита. В Кентуккийскую кампанию он был послан Смитом на север от Лексингтона, чтобы провести демонстрацию перед Цинциннати. Эта демонстрация не причинила городу особого беспокойства, но несколько перестрелок все же имели место.
В марте 1863 Ли вернул его под своё командование (в Северовирджинскую армию) в качестве бригадного генерала в дивизии Эмброуза Хилла. Он сражался при Чанселорсвилле, и в первом же бою проявил как агрессивность, так и неорганизованность, когда без резервов атаковал федеральные части, выходящие из Глуши. Когда генерал Хилл был ранен, Хет временно командовал его дивизией. После гибели генерала Джексона Ли реорганизовал армию в три корпуса, повысив Хилла до командира III корпуса. Хет вернулся к командованию дивизией и 24 мая 1863 года был повышен до генерал-майора.

### Геттисбергская кампания
Для Хета была сформирована дивизия из двух бригад бывшей дивизии Хилла и двух бригад, вызванных из гарнизона Ричмонда. К началу Геттисбергской кампании эта дивизия насчитывала 7394 человека (являясь крупнейшей в корпусе) и имела следующий состав:
- Бригада Джеймса Петтигрю, 4 северокаролинских полка
- Бригада Джона Брокенбро, 4 вирджинских полка (бывшая бригада Хета)
- Бригада Джеймса Арчера, 2 алабамских, 3 теннессийских полка
- Бригада Джозефа Дэвиса, 3 миссисипских, 1 северокаролинский полк

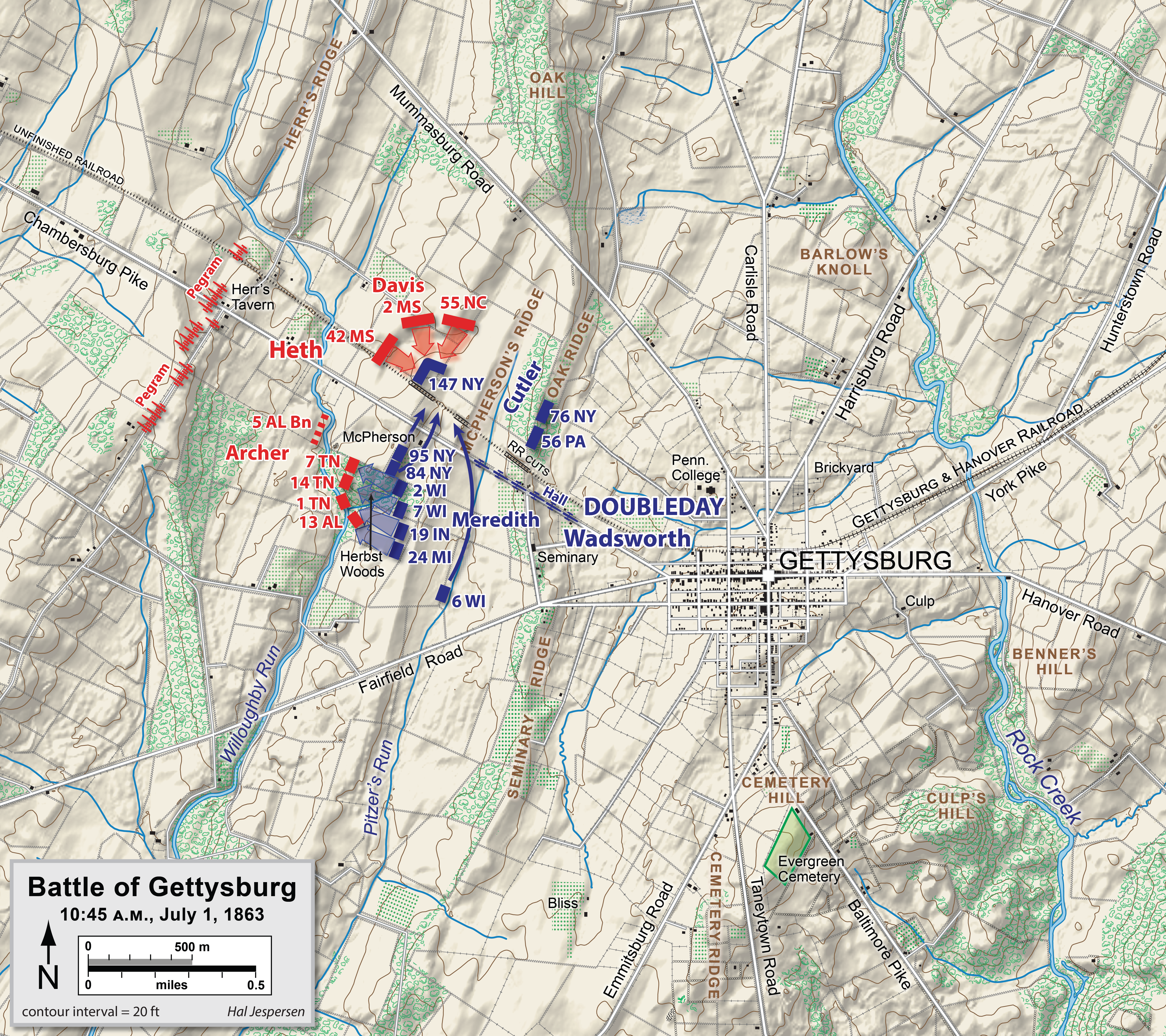
Геттисберг; атака дивизии Хета на хребет МакФерсона, 10:45

Дивизия Хета вошла в историю 1 июля 1863 года, когда начала сражение при Геттисберге. Ещё вечером 30 июня Хет послал бригаду Петтигрю на разведку в сторону Геттисберга. В рапорте он написал, что послал бригаду искать обувь, но многие историки считают это домыслом; Хет знал, что Джубал Эрли уже занимал Геттисберг несколькими днями ранее и уже забрал всю возможную обувь. Кроме того, вообще нерационально посылать целую бригаду на задание такого рода. Истинные мотивы Хета до сих пор неизвестны. Бригада обнаружила признаки противника в Геттисберге и вернулась в Кэштаун. Тогда утром 1 июля Хет послал на рекогносцировку две бригады — Дэвиса и Арчера. Встретив кавалерию Джона Бьюфорда, южане развернулись в боевую линию и атаковали противника. Так началось сражение при Геттисберге.
Джон Мосби в своей речи в защиту генерала Стюарта обращал внимание на то, что Хет послал бригады для рекогносцировки, «to make a forced reconnoissance» и, соответственно, обнаружив противника в Геттисберге они должны были отойти назад в Кэштаун.
Считается, что генерал Ли приказал Хиллу не завязывать сражения до полного сосредоточения армии, но действия Хета заставляют в этом усомниться. Решение Хета послать в бой две бригады, не дожидаясь остальных сил дивизии тоже было ошибочным — бригадам пришлось столкнуться с элитными частями Потомакской армии, в частности, с Железной Бригадой. После неудач в первом бою Хет послал в бой две остальные бригады, и они отбросили противника к Семинарскому хребту, но это удалось в основном из-за появления корпуса Юэлла. Наконец, Хет атаковал снова, уже вместе с дивизией Родса, и федеральный корпус был обращён в бегство. Потери были серьёзны. Хет был сам ранен пулей в голову. На его счастье, он носил шляпу слишком большого размера и пользовался бумажными прокладками, которые не дали ране стать смертельной. Однако Хет был вынужден покинуть поле боя. Части его дивизии были переданы под команду Джеймсу Петтигрю и 3 июля участвовали в знаменитой «атаке Пикетта». Хет вернулся в строй к концу кампании и командовал дивизией при её отступлении в Вирджинию и в конце 1863 года.

### Кампания Бристо
Днём 14 октября 1863 года III корпус Северовирджинской армии, преследуя отступающую Потомакскую армию, приблизился к станции Бристо. Хилл увидел арьергардную бригаду V корпуса впереди за рекой Броад-Ран и приказал Хету развернуть свою дивизию, перейти реку и атаковать противника. Для этой атаки были выбраны две бригады: бригада Джона Кука на правом фланге и бригаду Уильяма Киркланда на левом. Позади Киркланда встала бригаду Генри Уокера — бывшая бригада Брокенбро. Началось сражение при Бристо-Стейшен.
Как только бригады Хета двинулись вперед, генерал Кук неожиданно услышал выстрелы со стороны своего правого фланга, где проходила железная дорога Оранж-Александрия. Кук приостановил атаку, развернул вправо две роты и сообщил о происходящем Хиллу. Тот, однако, решил, что сможет прикрыть фланг дивизии Хета силами подходящей дивизии Ричарда Андерсона, поэтому приказал Куку продолжать атаку. Задержка длилась 10 или 15 минут, после чего бригады снова пошли в наступление. Однако фланговый огонь стал таким плотным, что Кук вынужден был развернуть свою бригаду фронтом к железной дороге; Киркланд развернул бригаду так же. Обе бригады пошли в атаку на противника, занявшего позицию вдоль железнодорожного полотна, не зная, что атакуют весь федеральный II корпус. При этом бригада Уокера продолжала наступление на запад и успела перейти Броад-Ран.
Северокаролинцы Киркланда и Кука атаковали позиции федерального генерала Уэбба, при этом их боевая линия оказалась длиннее федеральной и они сумели обойти фланги Уэбба: 47-й и 11-й северокаролинские полки атаковали 82-й Нью-Йоркский на правом фланге Уэбба во фланг и тыл, но батарея Брауна дала по ним несколько залпов картечью, что помогло 82-му устоять. В это время были ранены оба бригадных генерала: Кук в ногу, а Киркланд в руку. Южанам удалось так же поколебать ряды бригады полковника Джеймса Малона, который был убит в этом бою, но все же бригада удержала позицию.
Положение Уоррена было сложным — на помощь Хету подошла дивизия Ричарда Андерсона, и теперь южане серьёзно превосходили противника по численности, а между тем на подходе была дивизия Кадмуса Уилкокса. Было 16:30. Генерал Андерсон послал в наступление бригады Эдварада Перри и Кэрнота Посей. Они атаковали левый фланг дивизии Хайса и правый фланг дивизии Колдуэлла, однако успеха не достигли и отошли, при этом был смертельно ранен генерал Посей.

### Оверлендская кампания
Хет командовал своей дивизией в Оверлендской кампании и во время осады Питерсберга. Его дивизия находилась на крайне правом фланге армии и во время Третьего сражения при Питерсберге оказалась отрезана от основных сил армии. После гибели Эмброуза Хилла 2 апреля 1865 года он временно командовал III корпусом и руководил его отступлением от Питерсберга. Бригады Хета, теперь уже под командованием Джона Кука, были разбиты в сражении при Сатерленд-Стейшен. Хет снова командовал ими при отступлении к Аппоматоксу, где он и сдался вместе с генералом Ли 9 апреля 1865 года.

## Послевоенная деятельность
После войны Хет работал в страховом бизнесе, а также служил в Бюро по делам индейцев. Он умер в Вашингтоне и был похоронен на Голливудском кладбище в Ричмонде.

## В кино
В 1993 году в фильме «Геттисберг» роль Генри Хета исполнил Уоррен Бартон.

## Работы
- A System of Target Practice (опубликовано в 1858)
- The Memoirs of Henry Heth (издано посмертно в 1974).